# Тикамсијев рат
Тикамсијев рат (1811-1813), оружани сукоб између САД и независних домородачких племена на подручју Охаја, Индијане и Илиноја. Овај рат био је део Америчко-британског рата (1812), пошто је Тикамси склопио савез са Британском империјом.

## Позадина
За разлику од индијанских племена у Јужној и Средњој Америци, племена која су живела на територији Северне Америке, разбијена на већи број мањих племенских скупина, нису могла достићи виши степена културног развоја. Крајем 16. века, на подручју Северне Америке живело је око 500.000 Индијанаца, подељених у неколико стотина родовских заједница - племена. Наоружани луком и стрелом, ножем и секиром (томахавк), живели су углавном од лова и риболова. Већина племена стално су мећусобно ратовала, најчешће за ловишта. Несложни и растурени на огромном простору, нису били у могућности да пруже организован отпор европским колонизаторима, а обзиром да су били на културном нивоу ловаца-сакупљача, њихов број није се знатније повећавао. У ширењу својих колонија, европски досељеници постепено су од 17. века потискивали и истребљивали индијанска племена, која су пружала огорчен отпор.

## Тикамсијев рат
Док је Понтјаков рат (1763-1766), иако неуспешан, привремено успорио ширење британских досељеника на исток (британска влада је 1763. забранила насељавање западно од Апалачких планина), оснивање САД после Америчког рата за независност (1776-1781) покренуло је талас неометеног насељавања западних територија. Да би зауставио надирање белих досељеника Тикамси, поглавица племена Шони радио је око 16 година на уједињењу свих индијанских племена на подручју Охаја, Индијане и Илиноја, и стварању јединствене индијанске државе. Међутим, после пораза које су му трупе САД нанеле код реке Типекану (7. новембра 1811), побегао је у Канаду и склопио савез са Британцима. У Америчко-британском рату (1812) са делом својих саплеменика борио се на британској страни, али је британски пораз у рату запечатио судбину његовог племена.